# مستحرة مكورة
المستحرة المكورة (الاسم العلمي:Thermococcus) هي جنس من العتائق يتبع فصيلة المستحرية المكورة من رتبة المستحرات المكورة.

## أنواع
يوجد عدة أنواع من جنس المستحرة مكورة:	  
- مستحرة مكورة أطلسية (الاسم العلمي:Thermococcus atlanticus)
- مستحرة مكورة أليفة الإشعاعات (الاسم العلمي:Thermococcus radiotolerans)
- مستحرة مكورة أليفة القلويات (الاسم العلمي:Thermococcus alcaliphilus)
- مستحرة مكورة باروسية (الاسم العلمي:Thermococcus barossii)
- مستحرة مكورة باسيفيكية (الاسم العلمي:Thermococcus pacificus)
- مستحرة مكورة بحرية (الاسم العلمي:Thermococcus marinus)
- مستحرة مكورة حرمائية (الاسم العلمي:Thermococcus hydrothermalis)
- مستحرة مكورة زيليغية (الاسم العلمي:Thermococcus zilligii)
- مستحرة مكورة ستيتيرية (الاسم العلمي:Thermococcus stetteri)
- مستحرة مكورة سيبيرية (الاسم العلمي:Thermococcus sibiricus)
- مستحرة مكورة شاطئية (الاسم العلمي:Thermococcus litoralis)
- مستحرة مكورة عميقة (الاسم العلمي:Thermococcus profundus)
- مستحرة مكورة كوداكارية (الاسم العلمي:Thermococcus kodakarensis)
- (الاسم العلمي:Thermococcus acidaminovorans)
- (الاسم العلمي:Thermococcus aegaeus)
- (الاسم العلمي:Thermococcus aggregans)
- (الاسم العلمي:Thermococcus barophilus)
- (الاسم العلمي:Thermococcus celer)
- (الاسم العلمي:Thermococcus celericrescens)
- (الاسم العلمي:Thermococcus chitonophagus)
- (الاسم العلمي:Thermococcus coalescens)
- (الاسم العلمي:Thermococcus fumicolans)
- (الاسم العلمي:Thermococcus gammatolerans)
- (الاسم العلمي:Thermococcus gorgonarius)
- (الاسم العلمي:Thermococcus guaymasensis)
- (الاسم العلمي:Thermococcus mexicalis)
- (الاسم العلمي:Thermococcus nautilus)
- (الاسم العلمي:Thermococcus onnurineus)
- (الاسم العلمي:Thermococcus peptonophilus)
- (الاسم العلمي:Thermococcus siculi)
- (الاسم العلمي:Thermococcus thioreducens)
- (الاسم العلمي:Thermococcus waimanguensis)
- (الاسم العلمي:Thermococcus waiotapuensis)